# Edificio Saldanha Marinho
L'Edificio Saldanha Marinho (in portoghese Edifício Saldanha Marinho) è uno storico edificio della città di San Paolo del Brasile.

## Storia
Progettato dall'architetto carioca ma radicato a San Paolo Elizário da Cunha Bahiana e realizzato dall'architetto Dácio Aguiar de Moraes, l'edificio, inaugurato nel 1933, fu il primo esempio di stile Art déco in Brasile.